# ポリメラス
ポリメラス (Polymelus) とは、イギリスのサラブレッドの競走馬、および種牡馬である。とくに種牡馬としての成績が顕著で、産駒ファラリスの影響もあって現在のサラブレッドの8割以上を超える馬の父系の祖先となっている。

## 経歴

### 出自
ポリメラスは1902年にイギリスの生産者初代クルー伯爵ロバート・クルー＝ミルンズのもとで生産された。
父はアスコットゴールドカップに勝ったシリーンで、ポリメラスは父の2年目の産駒にあたる。シリーンは初年度産駒の成績が悪すぎたことが原因で、後にアルゼンチンに輸出されてしまうのであるが、輸出後に残った産駒からダービー馬が出るなどして後世になって評価された。母メイドマリアンは未勝利馬。血統と近親の成績を考慮してクルー伯爵に購入された繁殖牝馬で、ポリメラスを産む前にもステークス競走勝ち馬を出していた。
「ポリメラス」という名は、古代ギリシアの詩人ホメーロスの代表作『イリヤッド（イーリアス）』に登場する、パトロクロスと戦って死んだトロイアの戦士の名前から採られたものである。これは父シリーン（Cyllene）の名がギリシア神話に登場するヘルメースの生誕地キューレーネー（Kyllene）に由来するものであったことから、同じくギリシア神話に因んだものを名付けられたという。

### 若駒時代
ポリメラスは1歳の時から調教師ジョン・ポーターのもとに送られ、1904年に競走馬としてデビューした。初戦となったアスコット競馬場のトレイニアルステークスでは2着、その翌戦ナショナルブリーダーズプロデュースステークスでは着外に沈んだ。このとき勝った馬キケロはクルー伯爵の義父第5代ローズベリー伯爵アーチボルド・プリムローズの所有馬で、ポリメラスと同じ父の産駒であった。キケロはその後も何度となくポリメラスの前に立ちはだかることになる。
その後、グッドウッド競馬場のリッチモンドステークスでようやく初勝利を挙げると、秋にはロウスメモリアルステークスとクリテリオンステークスの2競走でも勝った。しかし2歳戦の大舞台には縁がなく、ミドルパークプレートとインペリアルプレートでは着外に沈んでいる。コンヴィヴィアルステークスで2着に入ったを最後にその年を終え、8戦3勝とそれなりの成績にとどまった。一方のキケロはポリメラスを破った競走のほかに、ジュライステークスやフィッツウィリアムステークス、ウッドコートステークス、コヴェントリーステークスなどを容易く優勝し、すでにその世代の有力馬としての地位を得ていた。
3歳になった1905年、ポリメラスはニューマーケットステークスに出走したが、ここで5着に敗れた。このとき優勝したキケロ、および2着のランジビーに遠く及ばなかったのを見たクルー伯爵とポーターは、ポリメラスをダービーステークスに出走させることを無謀と感じ、これを回避させた。2人の予想通り、キケロはフランスの有力馬ジャーディを抑えてダービーを優勝した。
ポリメラスは回避したダービーの代わりに、アスコット競馬場のセントジェームズパレスステークスに出走、ここで二冠牝馬チェリーラスの2着と善戦した。その翌日にはトリエニアルステークスに出走、ここで大本命に推されていたかつての強豪馬ランジビーを破り、この年の初勝利を手にした。
ポリメラスがキケロ、およびランジビーと再戦したのは、サンダウン競馬場で行われたエクリプスステークスであった。しかし優勝したのはそのいずれでもなく、フランスから参戦したヴァルドールであった。このときポリメラスはキケロ（2着）より6ポンド（約2.7キログラム）、ヴァルドールとランジビー（3着）より3ポンド軽い斤量を背負っていたが、それらに及ばず4着に敗れている。
次走スチュワーズカップを3着に終えた後、翌戦の10ハロン（約2011メートル）戦ダーラムプロデュースプレートで久々の勝利を得た。これは他の馬より10ポンド（約4.5キログラム）以上重く、最大で28ポンド（約12.6キログラム）もの斤量差を積みながらの勝利であった。さらにその次のデュークオブヨークステークスでも優勝したが、翌戦プレヴァーリルオブザピークハンデキャップでは着外に沈んでいる。
クラシック三冠の最終戦セントレジャーステークスに出走したポリメラスは、ここでシャラクームに敗れて2着となったが、チェリーラスやランジビーには先着した点で大きく評価された。また、ニューマーケット競馬場のジョッキークラブステークスでは本命であった去年のダービー馬セントアマントに迫って2着に健闘した。
ポリメラスはその翌戦ガトウィックステークスで優勝し、波乱に満ちた3歳シーズンを締めくくった。また、この競走はポーターの調教師としての最後の勝利でもあり、ポーターはこの競走をもって調教師を引退した。
ポーターが管理できなくなると知ったクルー伯爵は、ポリメラスを売却することを決断し、3000ポンドでデイビッド・フェイバーに売却された。新しい調教師にはベイカーという人物がつくことになった。

### 古馬時代
1906年、4歳になったポリメラスの成績は前年の後半に比べて精彩を欠き、その年の初戦シティアンドサバーバンハンデキャップでは着外と、滑り出しから不調であった。続く競走もトリエニアルステークスでは2着、ロウスメモリアルステークスでは着外、プリンスオブウェールズステークスとエクリプスステークスではランジビーやセントアマントらに敗れて着外と、主要な競走ではまったく勝てない状態が続いた。
その年の6戦目、ポリメラスはプリンスオブウェールズハンデキャップにおいて2着に入った。復調の兆しが見られたものの、フェイバーはこれ以上ベイカーに預けられないと判断し、ポリメラスをフランク・ハーティガン厩舎へと転厩させた。しかしハーティガンはここでフェイバーに対して変わった提案をし、ポリメラスをニューマーケットのオクトーバーセールへと出品、さらに4000ギニーの値をつけるようにと進言した。
かくしてポリメラスは競売にかけられた。この競りの参加者に、ソロモン・バーナート・ジョエルとジャック・ジョエルの兄弟が加わっていた。ジョエル兄弟は南アフリカ共和国でデビアスの創設に係わった事業家バーニー・バーナートの甥で、後に叔父の遺産を受け継いだ資産家であった。彼らはその資産を使って牧場を開設し、その繁殖用のサラブレッドを探していた。
この競りにおいて、ソロモンは3800ギニーまで入札額を上げたが、それ以上の声はなく、フェイバーの主取りになるものと思われた。しかしそこでタタソールズの競売人はすぐには競りを締めず、ソロモンに対して、ポリメラスが次のジョッキークラブステークスに登録していること、その後にデュークオブヨークステークスとケンブリッジシャーハンデキャップが控えていること、前回のプリンスエドワードハンデキャップは勝ちに等しい2着であったことなどを語り、その購入をソロモンに薦めた。
結果、ソロモンはその薦めを汲んで4200ギニーまで入札額を上乗せし、ポリメラスを手に入れた。また、フェイバーは結局ハーディガンのもとで一度も走らせることなく、ポリメラスを失ったのであった。
ポリメラスがソロモン所有となっての初戦はジョッキークラブステークスで、ここは4着に終わった。しかしその次のデュークオブヨークステークスでは目覚ましい走りを見せ、久々の勝利を手にした。さらに翌戦ケンブリッジシャーハンデキャップでも優勝、その3日後にはニューマーケット競馬場の大競走チャンピオンステークスでも勝って3連勝を飾った。馬主のソロモンは、ケンブリッジシャーハンデキャップの時に友人らとともにポリメラスに大金を賭け、その的中によって合計10万ポンドもの大金を手にしたという。
最後のシーズンとなった5歳時は2戦のみで、コロネーションカップで3着、プリンセスオブウェールズステークスで優勝した。生涯成績は31戦11勝であった。

## 引退後
引退後は当初のソロモンの目論見どおり種牡馬となり、ソロモンがバークシャーに開設したメイデンアールスタッドに繋養された。クラシック勝ち馬などに比べられて当初の評価は低かったものの、不遇を託った父とは違って出だしから好調で、最終的にはイギリスクラシックの優勝馬も5頭出す大成功を収めた。供用開始当初の種付け料は98ギニーであったが、後に300ギニーにまで高騰した。産駒は毎年のように活躍し、1914年から1916年、および1920年・1921年の5年度でイギリスリーディングサイアーの座に輝いている。220頭ほどの勝ちあがり産駒の稼いだ賞金総額は、24万ポンドを超えていた。
特にパーシモン産駒の牝馬と相性がよく、ウォークラウドやメイデンアールなどはその配合で生まれた産駒であった。ポリメラスもパーシモンも母父にハンプトンを持つ馬であり、それらを配合すると必ずハンプトンの3x4のインブリードが生じるようになっていた。パーシモン産駒の牝馬以外にも、母母父にロイヤルハンプトンを持つポリフォンテスも同様のハンプトン3x4のクロスを持っている。
また、成功した理由の一つとして、大流行して血の飽和を起こしたセントサイモン、およびその父ガロピンを祖先に持たなかったことが挙げられる。このため、異系のポリメラスは配合相手に困らなかったという。
後にファラリスが種牡馬として成功し、ファラリス系と呼ばれる世界の主流血統を構築した。これによって、ポリメラスの血統はファラリスを通じて全世界に広まっている。一方、ファラリス以外の産駒も種牡馬となっており、一時的に成功したものもいるが、ほとんどがファラリスの後継血統によって駆逐されてしまい、現在まで父系が残っているものはすでにいない。

### クラシック優勝馬
ブラックジェスター
ブラックジェスター（Black Jester、1911年 - 1928年、牡馬、母パラドキシカル）は1914年のセントレジャーステークス優勝馬。同競走のほか、2歳時にリッチモンドステークスやモルコンステークス、3歳時にはサセックスステークスやセントジョージステークスなどに勝利し、23戦9勝の成績を残した。ほか、チャンピオンステークスとプリンスオブウェールズステークスでそれぞれ2着、2000ギニーステークスでも3着に入っている。気性の荒い馬であったという。
後に種牡馬となったが成功せず、父系はすぐに絶えた。しかし母の父としては実績を作っており、特に1919年生の牝馬ブラックレイは、ジャコポ（プリンセスオブウェールズステークス）やフォーレイ（キングズスタンドステークス）の母に、またその牝系からケーレッドを出している。この他にもパリ大賞優勝馬バルネヴェルト、プール・デッセ・デ・プーラン（フランス2000ギニー）の優勝馬ドラプドール、アイルランドの二冠牝馬スモークレスなどがいる。
ポマーン
ポマーン（Pommern、1912年 - 1935年、牡馬）は、1915年のイギリスクラシック三冠馬。第一次世界大戦中のイギリスにおいて、ニューマーケット競馬場で代替開催された2000ギニーステークス・ニューダービー（代替ダービー）・セプテンバーステークス（代替セントレジャー）の3競走に優勝した。
ソロモンのメイデンアールスタッドの出身で、引退後は故郷で種牡馬となったが、300ギニーの種付け料に見合う成功は得られなかった。代表産駒に、2000ギニーステークス優勝馬のアダムズアップルがいる。
- 詳細はポマーンを参照。

フィフィネラ
フィフィネラ（Fifinella、1913年 - ?、牝馬）はエドワード・ホルトン卿の生産した牝馬で、同氏の所有、およびディック・ドーソン調教師のもとで競走馬となった。気性の難しい馬で、調教師や同厩舎の他馬ともなかなか相容れなかったという。
しかし競走能力は抜群であった。2歳時からスティーブ・ドナヒュー騎手騎乗のもとで出走し、1915年にはチェヴァリーパークステークスなど3戦2勝した。1916年になると騎手がジョー・チャイルズに乗り替わるが、気性難の牝馬を御するのが苦手だったジョーが乗りこなせず、1000ギニーステークスではちぐはぐな騎乗を見せて2着に敗れた。
その後出走したニューダービーでも騎乗は乱れを見せていたが、最後の直線に入ると先行したクァンスーを捉え、牝馬ながらダービー馬の称号を手にした。さらにオークスステークスではチャイルズを困らせることなく完璧な走りを見せ、難なく制して変則二冠を達成した。同年の秋、同父の競走馬ファラリスに敗れて3着になったのを最後に引退した。
引退後は繁殖牝馬となり、産駒のうち8頭が勝ちあがりを決める優秀な成績を収めたが、一方でどの産駒も母譲りの気性難を抱えており、大成に至る馬は少なかった。期待が大きかったこともあり、繁殖牝馬としては失敗扱いであった。
フィフィネラの代表産駒として名の挙がる馬が、1927年生のプレスギャング（父ハリーオン、牡馬）である。同馬はミドルパークプレートや、プリンスオブウェールズステークスなどに優勝するなど競走馬として優秀な成績を残した。引退後はフランスでの種牡馬入りし、後にロシアへと送られ、そこで死亡した。その父系は残っていない。
- 詳細はフィフィネラを参照。

キンナ
キンナ（Cinna、1917年 - ?、牝馬）は、1920年の1000ギニーステークス優勝馬。このほかコロネーションステークス勝ちや、オークスでの2着がある。
引退後は繁殖牝馬となり、産駒の一頭としてボーペール（1927年生、父サンインロー、牡馬）を出した。4歳まで走って11戦3勝と、競走成績こそ平凡であったが、ニュージーランドに輸出された後に種牡馬として大成功、オーストラリアでも成功して両国のリーディングサイアーを獲得した。後にルイス・B・メイヤーに購入されて渡米、スペンドスリフトファームに繋養され、ここでもハネムーン（ハリウッドダービー）など多くの産駒に恵まれ成功した。また、ビューペア産駒のうちの一頭アイアンリワードは、後にアメリカ殿堂馬スワップスの母となっている。
母バロネスラフレッシュは名牝ラフレッシュの娘で、ラフレッシュとポリメラスの母メイドマリアンとは半姉妹（ともに母クァイバー）にあたり、さらにバロネスラフレッシュの父レダスはメイドマリアンと同じハンプトン産駒であったため、特殊な形での濃いインブリードの配合となっていた。
ユーモリスト
ユーモリスト（Humorist、1918年 - 1921年、牡馬、母ジェスト）は、1921年のダービーステークス優勝馬。ポリメラス産駒としては最後のクラシックホースであった。
ソロモン・ジョエルの兄弟であるジャック・バーナート・ジョエルが、彼の開設したチャイルドウィックバリースタッドで生産した馬の一頭であった。2歳時は5戦して3勝、3歳時にはダービーを制したが、そのわずか3週間後に病に倒れ、悲劇のダービー馬と呼ばれた。
- 詳細はユーモリストを参照。

### その他の代表産駒
ファラリス
Phalaris、1913年 - 1931年、牡馬、母ブロモス
セントジョージハンデキャップ勝ちなど、短距離競走で活躍した馬であった。しかし馬主の第17代ダービー伯爵エドワード・スタンリーからは評価されず、当初種牡馬としても期待をかけられていなかった。
ところがファラリスは種牡馬として大成功し、2回のイギリスリーディングサイアーに輝いた。主な代表産駒のフェアウェイとファロスも同じく種牡馬として大成功し、その父系は世界中に広まっている。
- 詳細はファラリス、およびファラリス系を参照。

ポリメリアン
Polymelian、1914年 - ?、牡馬、母パスクィータ
アメリカで競走生活を送った馬で、成績はルザーンハイウェイトハンデキャップ勝ちとカーターハンデキャップ3着がある程度と大したものではなかった。
しかし種牡馬としては一転して成功し、生涯で20頭のステークス競走勝ち馬を輩出した。現在にはその父系は残っていないが、名馬の母父などの形で、アメリカの競走馬の血統表中にはその名前がよく見られた。
代表産駒に挙がるカルーソー（1927年生・牡馬）は、競走馬としてリチャードジョンソンステークスなど9勝を挙げたほか、種牡馬としてインペラトリス（ニューイングランドオークス勝ちなど）を出した。インペラトリスは繁殖牝馬としてサムシングロイヤルを出しており、そちらも後に繁殖牝馬として名を上げた。
また、1936年生の牝馬ブラックポリーは競走成績こそ3戦1勝どまりであったが、繁殖牝馬としてプリークネスステークス優勝馬ポリネシアンを生んだ。ポリネシアンは後にネイティヴダンサーを出し、その血統を大きく広めた。
ポリーフリンダーズ
Polly Flinders、1918年 - ?、牝馬、母プリティーポリー
イギリス三冠牝馬プリティポリーの産駒で、ポリメラスとは同馬を含めて3頭の産駒を出している。
2歳時にナショナルブリーダーズプロデュースプレートに勝つが、3歳になると精彩を欠くようになって引退、故郷のエアーフィールドロッジに戻って繁殖入りした。生涯で9頭の産駒を出し、そのうちの一頭アラベラ（父バカン）はクイーンメアリーステークスなどに優勝、5戦4勝と優秀な成績を収めた。
プリティポリーは牝系としても大きな流れを形成し、後に14号族の主要分枝のひとつ「14-c」として扱われるようになった。ポリーフリンダーズもその牝系拡大に加担しており、その一部だけでもシーシンフォニー（1944年生・牝馬、アイリッシュ1000ギニー）、シュープリームコート（1948年生・牡馬、キングジョージ6世&クイーンエリザベスステークス）オンリーフォーライフ（1960年生・牡馬、2000ギニーステークス）、カツラギエース（1980年生・牡馬、ジャパンカップ）、ユナイト（1984年生・牝馬、オークスステークス）、インヴァソール（2002年生・牡馬、ブリーダーズカップ・クラシック）などと数多くの名馬が名を連ねている。
ウォークラウド
War Cloud、1915年 - 1923年、牡馬、母ドリーミー
アメリカ合衆国で競走生活を送った馬で、1918年の分割プリークネスステークスに優勝した。ポリメラス産駒では唯一のアメリカクラシック三冠競走勝ち馬であった（ただし、当時はまだアメリカ三冠が成立していなかった）。
メイデンアール
Maiden Erlegh、1909年 - 1917年、牡馬、母プラムタート
シティ&サバーバンハンデキャップ勝ち馬。1912年のセントレジャーステークス2着馬。1917年にアメリカ・クレイボーンファームのアーサー・ハンコックに購入されるが、渡米に使った船ごとドイツ軍のUボートによって沈められてしまった。
コーシラ
Corcyra、1911年 - ?、牡馬、母ペアマイン
ミドルパークステークス勝ちなど。1914年の2000ギニーステークス2着馬。全妹に、ミドルパークステークス優勝馬のベネヴェント（Benevente）がいる。
メイデンアールと同じくアメリカに輸出されるが、こちらは無事に辿り着いた。現地でクレオパトラ（1917年生・牝馬、コーチングクラブアメリカンオークスなど）などの競走馬を出している。
ドミニオン
Dominion、1916年 - ?、牡馬、母オシルア
プリンスオブウェールズステークス勝ちなど。1919年のセントレジャーステークス2着馬。
アルカイック
Archaic、1917年 - 1921年、牡馬、母キーストーン
プリンスオブウェールズステークス勝ちなど。1920年のダービーステークス2着馬。
パース
Parth、1920年 - ?、牡馬、母ウィリア
1923年のダービーステークス3着馬。後に凱旋門賞を制した。
ポリフォンテス
Polyphontes、1921年 - ?、牡馬、母サンジョセフィーヌ
主な勝鞍にアスコットダービー、エクリプスステークス連覇など。1924年のセントレジャーステークス3着馬で、ポリメラス産駒としてクラシックで3着以内に入った最後の馬でもある。
ポムドテール
Pomme de Terre、1916年 - ?、牡馬、母Homestead
イギリス産、生産・馬主はゼットランド侯爵。イギリスでマンチェスターカップ、グレートヨークシャーステークスに勝ち、フランスに遠征してフランス共和国大統領賞（現サンクルー大賞）に勝った。2歳時（1918年）は2戦0勝、3歳時（1919年）にはグレートヨークシャーステークスを5馬身差で勝ち、リバプールセントレジャーでは6ポンド（約2.7キログラム）の斤量差を活かしKeysoe（当年のセントレジャー優勝馬）に3馬身差をつけて優勝した。セントレジャーでは4着に終わった。4歳時（1920年）には、グレートヨークシャーハンデキャップでは2着馬よりも19ポンド（8.6キログラム）斤量が重く、3着馬とは32ポンド（14.5キログラム）もの斤量差があったにもかかわらず、2馬身差で優勝した。ほかにマンチェスターカップ、レッドカーハンデキャップ、マンチェスターノベンバーハンデキャップ、ロウザーステークスなどに勝った。5歳時（1921年）にはフランスに遠征し、フランス共和国大統領賞に勝った。
トロウム
Traum、1915年 - ?、牡馬、母タオルミナ
ドイツで生産された産駒。ベルリン大賞、ハンブルク大賞などの勝鞍がある。
ポリクレイテス
Polycrates、1911年 - ?、牡馬、母マーマイト
オーストラリアで競走馬となった産駒の一頭。ニューマーケットハンデキャップなどに優勝した。
ポリストーム
Polystome、1912年 - ?、牡馬、母バトルズ
イギリスでウォーリントンプレートなどに勝ち、後に南アフリカ共和国でも競走した。南アフリカで種牡馬入りして成功、リーディングサイアーを11回も獲得した。

### 主な母父としての産駒
ポールマーチ
Polemarch、1918年 - ?、牡馬、父ザテトラーク、母ポメース
1921年のセントレジャーステークス優勝馬。
種牡馬としてアルゼンチンに輸出され、アルゼンチンオークス馬フェシエガなどを輩出した。
セシル
Cecil、1931年 - ?、牡馬、父フォックスロウ、母スターオブブライス
コロネーションカップ優勝など。
ペニーカムクイック
Pennycomequick、1926年 - ?、牝馬、父ハリーオン、母プリムストック
1929年のオークスステークス優勝馬。
繁殖牝馬として勝ちあがり馬を7頭出した。牝系子孫として、2代先にプリークネスステークス優勝馬ペンシヴがいる。
サニーデヴォン
Sunny Devon、1928年 - ?、牝馬、父ソラリオ、母プリムストック
コロネーションステークス優勝馬。1931年のイングランド最優秀3歳牝馬に選ばれた。
アルペンストック
Alpenstock III、1936年 - ?、牝馬、父アッペル、母プリムストック
アメリカに繁殖牝馬として輸出され、アーカンソーダービー優勝馬ルーフなどに代表されるステークス競走勝ち馬を3頭出した。
ピンクフラワー
Pink Flower、1940年 - ?、牡馬、父オレアンダー、母プリムストック
シェルフォードステークス勝ち、1943年の2000ギニーステークス2着など。
サニーマン
Sunny Man、1922年 - ?、牡馬、父サンブライアー、母ロマネ
サラトガスペシャル、ユナイテッドステーツホテルステークスなど。後年に、1924年のアメリカ最優秀2歳牡馬として選ばれる。

### 晩年
メイデンアールスタッドでの種牡馬入り初年度、ポリメラスは転倒事故によって骨盤を痛め、以後持病として長らくポリメラスを苦しめた。種付けで牝馬に跨るのにも、人の手助けが必要であったという。
晩年のポリメラスはこの怪我の後遺症に加えてリウマチに苦しむようになり、1924年3月24日に安楽死の処分が施された。24歳であった。その遺骸は、メイデンアールスタッドに埋葬されている。

## 評価

### 主な勝鞍
※当時はグレード制未導入
1904年（2歳） 8戦3勝
リッチモンドステークス、ロウスメモリアルステークス、クリテリオンステークス
2着 - トレイニアルステークス、コンヴィヴィアルステークス
1905年（3歳） 11戦4勝
トリエニアルステークス、ダーラムプロデュースプレート、デュークオブヨークステークス、ガトウィックステークス
2着 - セントジェームズパレスステークス、セントレジャーステークス
3着 - スチュワーズカップ
1906年（4歳） 10戦3勝
デュークオブヨークステークス（連覇）、ケンブリッジシャーハンデキャップ、チャンピオンステークス
2着 - トリエニアルステークス、プリンスオブウェールズハンデキャップ
1907年（5歳） 2戦1勝
プリンセスオブウェールズステークス
3着 - コロネーションカップ

## 血統表
| ポリメラスの血統（ベンドア系（エクリプス系）／Newminster 4x5=9.38%、 Stockwell 父内5x5=6.25%、 Melbourne 母内5x5=6.25%） | ポリメラスの血統（ベンドア系（エクリプス系）／Newminster 4x5=9.38%、 Stockwell 父内5x5=6.25%、 Melbourne 母内5x5=6.25%） | ポリメラスの血統（ベンドア系（エクリプス系）／Newminster 4x5=9.38%、 Stockwell 父内5x5=6.25%、 Melbourne 母内5x5=6.25%） | （血統表の出典）    | （血統表の出典） |
| 父 Cyllene 1895 栗毛 イギリス                                                                                            | 父の父Bona Vista 1889 栗毛 イギリス                                                                                      | Bend Or | Doncaster           | Doncaster        |
| 父 Cyllene 1895 栗毛 イギリス                                                                                            | 父の父Bona Vista 1889 栗毛 イギリス                                                                                      | Bend Or | Rouge Rose          |                  |
| 父 Cyllene 1895 栗毛 イギリス                                                                                            | 父の父Bona Vista 1889 栗毛 イギリス                                                                                      | Vista | Macaroni            | Macaroni         |
| 父 Cyllene 1895 栗毛 イギリス                                                                                            | 父の父Bona Vista 1889 栗毛 イギリス                                                                                      | Vista | Verdure             |                  |
| 父 Cyllene 1895 栗毛 イギリス                                                                                            | 父の母Arcadia 1887 栗毛 イギリス                                                                                         | Isonomy | Sterling            | Sterling         |
| 父 Cyllene 1895 栗毛 イギリス                                                                                            | 父の母Arcadia 1887 栗毛 イギリス                                                                                         | Isonomy | Isola Bella         |                  |
| 父 Cyllene 1895 栗毛 イギリス                                                                                            | 父の母Arcadia 1887 栗毛 イギリス                                                                                         | Distant Shore | Hermit              | Hermit           |
| 父 Cyllene 1895 栗毛 イギリス                                                                                            | 父の母Arcadia 1887 栗毛 イギリス                                                                                         | Distant Shore | Lands End           |                  |
| 母 Maid Marian 1886 黒鹿毛 イギリス                                                                                      | 母の父Hampton 1872 鹿毛 イギリス                                                                                         | Lord Clifden | Newminster          | Newminster       |
| 母 Maid Marian 1886 黒鹿毛 イギリス                                                                                      | 母の父Hampton 1872 鹿毛 イギリス                                                                                         | Lord Clifden | The Slave           |                  |
| 母 Maid Marian 1886 黒鹿毛 イギリス                                                                                      | 母の父Hampton 1872 鹿毛 イギリス                                                                                         | Lady Langden | Kettledrum          | Kettledrum       |
| 母 Maid Marian 1886 黒鹿毛 イギリス                                                                                      | 母の父Hampton 1872 鹿毛 イギリス                                                                                         | Lady Langden | Haricot             |                  |
| 母 Maid Marian 1886 黒鹿毛 イギリス                                                                                      | 母の母Quiver 1872 鹿毛 イギリス                                                                                          | Toxophilite | Longbow             | Longbow          |
| 母 Maid Marian 1886 黒鹿毛 イギリス                                                                                      | 母の母Quiver 1872 鹿毛 イギリス                                                                                          | Toxophilite | Legerdemain         |                  |
| 母 Maid Marian 1886 黒鹿毛 イギリス                                                                                      | 母の母Quiver 1872 鹿毛 イギリス                                                                                          | Young Melbourne Mare | Young Melbourne     | Young Melbourne  |
| 母 Maid Marian 1886 黒鹿毛 イギリス                                                                                      | 母の母Quiver 1872 鹿毛 イギリス                                                                                          | Young Melbourne Mare | Brown Bess F-No.3-f |                  |

### 父母について
母メイドマリアンはヴィクトリア女王の生産馬の一頭であった。1歳の時にハンプトンコートのイヤリングセールで売りに出されたが、当時はまだ父ハンプトンも種牡馬としての評価が低く、また母クァイヴァーも当時は評価されるものではなかったため値は上がらず、ローソンという人物に400ギニーと高くない値段で購入された。競走馬としての能力は低く、後にクレーミング競走によって150ポンドでリチャード・マーシュに売却され、後にフランシス・ラスカムに300ポンドで転売された。生涯成績は7戦0勝であった。
しかし、メイドマリアンの母クァイヴァーが産んだ姉・メモワールがオークスとセントレジャーステークスに勝つと評価は急上昇し、未勝利に終わった牝馬でありながらも最終的には3000ポンドの値でJ・E・プラット少佐に売却されている。クァイヴァーはこのほかにもイギリス牝馬三冠馬ラフレッシュを産んでいる。しかし、プラット少佐所有のもとでは競走馬として成功した産駒は出ず、その後ニューマーケットでのジュライセールにおいて、620ギニーでクルー伯爵に売却された。この時点でのメイドマリアンの繁殖成績は見るものがなかったが、父ハンプトンの母父実績、および同馬の姉妹の成績を考慮してクルー伯爵は購入を決めたという。
クルー伯爵所有のもとでの初産駒となったエルシルドン（1896年生・父ケンダール）がデュークオブヨークステークスに勝つなど活躍し、メイドマリアンの繁殖牝馬としての素養が確かなものであること証明した。そして、その後の1902年にポリメラスを産んでいる。
また、プラット少佐に所有されていた頃に産んだ未出走馬グラフトン（1894年生・父ガロピン）は競走馬とはならなかったものの、輸出先のオーストラリアで種牡馬として成功、4度のリーディングサイアーに輝いている。
父シリーンはアルゼンチンでも成功し、アルゼンチンのダービーに相当するナシオナル大賞優勝馬を3頭出した。ポリメラスの死亡から1年後にあたる1925年に死亡した。